# Landschaftsschutzgebiet Hahnebach
Das Landschaftsschutzgebiet Hahnebach mit 34,8 ha Flächengröße liegt südlich der Bebauung von Barntrup. Es wurde 2006 mit dem Landschaftsplan Oberes Begatal durch den Kreistag des Kreises Lippe als Landschaftsschutzgebiet (LSG) ausgewiesen. Das LSG besteht aus zwei Teilflächen. 

## Beschreibung
Das LSG reicht bis an den Ferienpark Teutoburgerwald. Das LSG umfasst das abschnittsweise naturnahe, teils auch parkartig geprägte Tal des Hahnebaches und mehrere kleinere Bachläufe. Zudem liegen im Schutzgebiet auch Buchenwald, bachbegleitende Erlen-Auen- und Bruchwälder und zahlreiche Fischteiche.
Zum Schutzgebiet führt der Landschaftsplan aus: „Das Landschaftsschutzgebiet weist einen Biotopkomplex mit hoher struktureller Vielfalt mit teilweise prioritären Lebensraumtypen nach Anhang I-FFH auf. Die Bachaue mit ihren Quellvorkommen in naturnahem Wald mit Altholz (Auen- und Bruchwald) ist wertvoll für Amphibien und Höhlenbrüter. Der Wert des Gebietes liegt in seiner Funktion als Kern- und Refugialbiotop für waldgeprägte Arten und Lebensräume und als Vernetzungsbiotop.“

## Schutzzwecke für das LSG
Laut Landschaftsplan erfolgte die Ausweisung des LSG
- „zur Erhaltung und Wiederherstellung der Leistungsfähigkeit des Naturhaushaltes in ökologisch besonders wertvoll strukturierten Bereichen mit Wasser-, Klima- und Biotopschutzfunktionen,“
- „zur Erhaltung und Wiederherstellung von Quellbereichen und naturnahen Fließgewässern, Wald- und Grünlandbereichen unterschiedlicher Feuchtestufen, Feldgehölzen, Hecken und Obstwiesen,“
- „zur Erhaltung morphologisch ausgeprägter Bereiche zur Sicherung der landschaftlichen Eigenart und Vielfalt für die Erholung, “
- „zur Erhaltung wertvoller Biotopkomplexe aus Wald-Grünlandbereichen, Fließgewässern und Quellen sowie Biotopen nach § 62 LG mit wichtigen Refugial-, Puffer-, Trittstein- und Vernetzungsfunktionen,“
- „zur Erhaltung und Wiederherstellung wichtiger Rückzugsräume für die bedrohte Tier- und Pflanzenwelt,“
- „zur Sicherung von kulturhistorisch bedeutsamen Landschaften, z. B. Terrassenkulturlandschaften,“
- „zur Sicherung der das Orts- und Landschaftsbild gliedernden und belebenden und die dörflichen Siedlungsstrukturen prägenden Freiraumelemente.“[1]

## Rechtliche Vorschriften
Im Landschaftsschutzgebiet ist unter anderem das Errichten von Bauten und das Anlegen von Fischteichen verboten.